# Bouvet (Schiff, 1866)
Die Bouvet war ein Segel- und Dampf-Aviso der französischen Marine. Sie war benannt nach dem französischen Admiral François Joseph Bouvet (1753–1832) und wurde bekannt als Gegner des deutschen Kanonenbootes Meteor während des Seegefechts vor Havanna am 9. November 1870 bei Ausbruch des Deutsch-Französischen Krieges. Dabei traf die Meteor die Dampfzufuhr der Maschinenanlage, so dass die Dampfmaschine ausfiel und die Bouvet unter Segel nach Havanna lief. Sie war damit das einzige französische Kriegsschiff, das während dieses Krieges in ein Seegefecht verwickelt wurde.
Die Bouvet ging am 17. September 1871 verloren, als sie vor der Île à Vache auf einem Riff strandete.

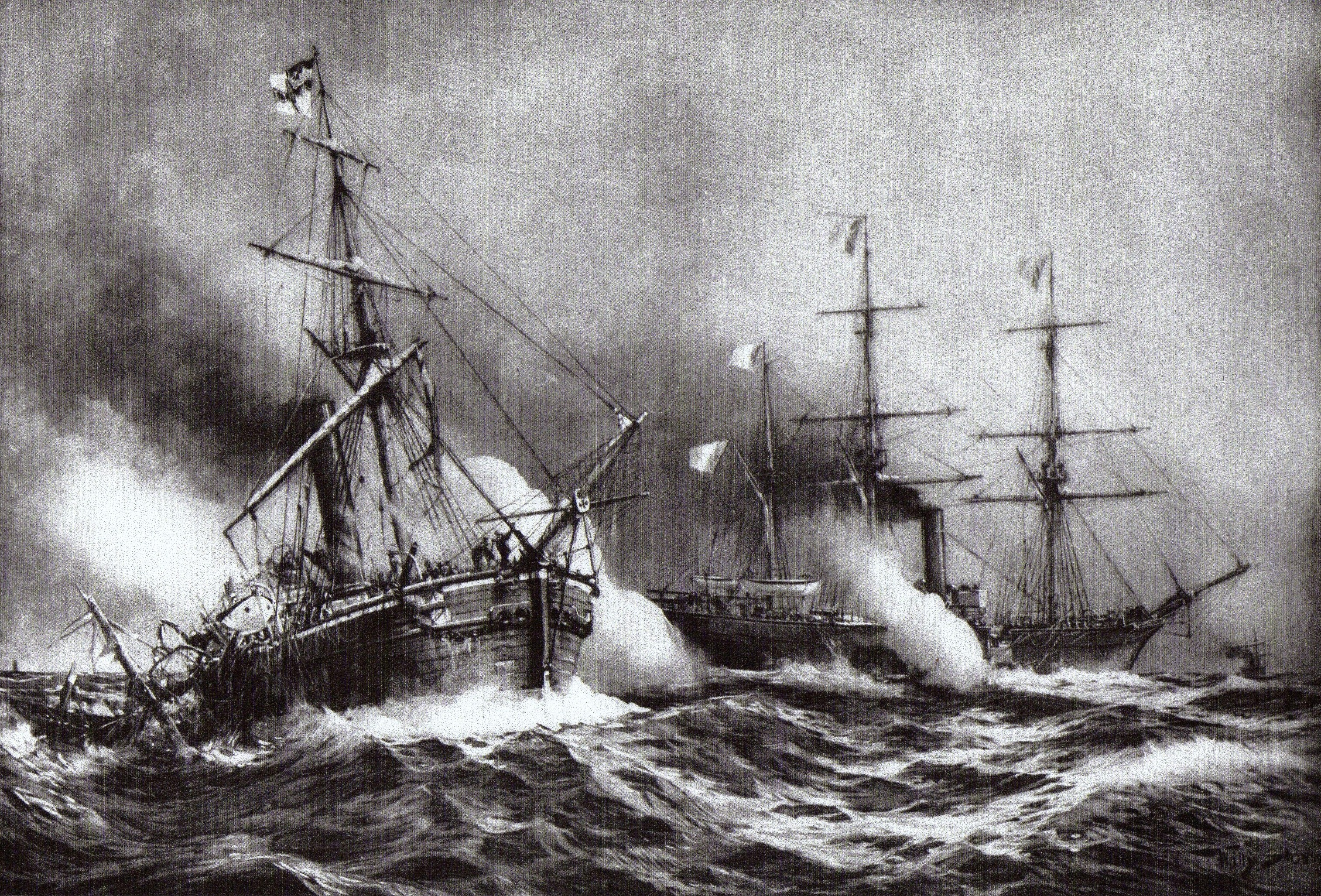
Gemälde des Gefechts vor Havanna von Willy Stöwer